# جس استون: گمشده در پارادایس
جس استون: گمشده در بهشت (انگلیسی: Jesse Stone: Lost in Paradise) یک تله‌فیلم درام، جنایی و معمایی آمریکایی محصول سال ۲۰۱۵ به کارگردانی رابرت هارمون با بازی تام سلک است. این فیلم که توسط سلک و مایکل برندمن نوشته شده‌است، داستان دربارهٔ یک رئیس پلیس شهر کوچک (تخیلی) پارادایس، ماساچوست است که در مورد قتل چهارمین قربانی آشکار یک قاتل زنجیره‌ای وحشیانه تحقیق می‌کند. جس استون: گمشده در بهشت که در لوننبورگ و هالیفاکس، نوا اسکوشیا فیلمبرداری شده‌است، آخرین فیلم از سری نه فیلم‌های تلویزیونی است که بر اساس شخصیت‌های رمان‌های جس استون اثر رابرت بی پارکر ساخته شده‌است. این فیلم اولین بار در ۱۸ اکتبر ۲۰۱۵ از کانال شبکه هالمارک پخش شد.